# Casa Guazzoni
Casa Guazzoni è un palazzo storico di Milano situato in via Malpighi al civico 12.

## Storia

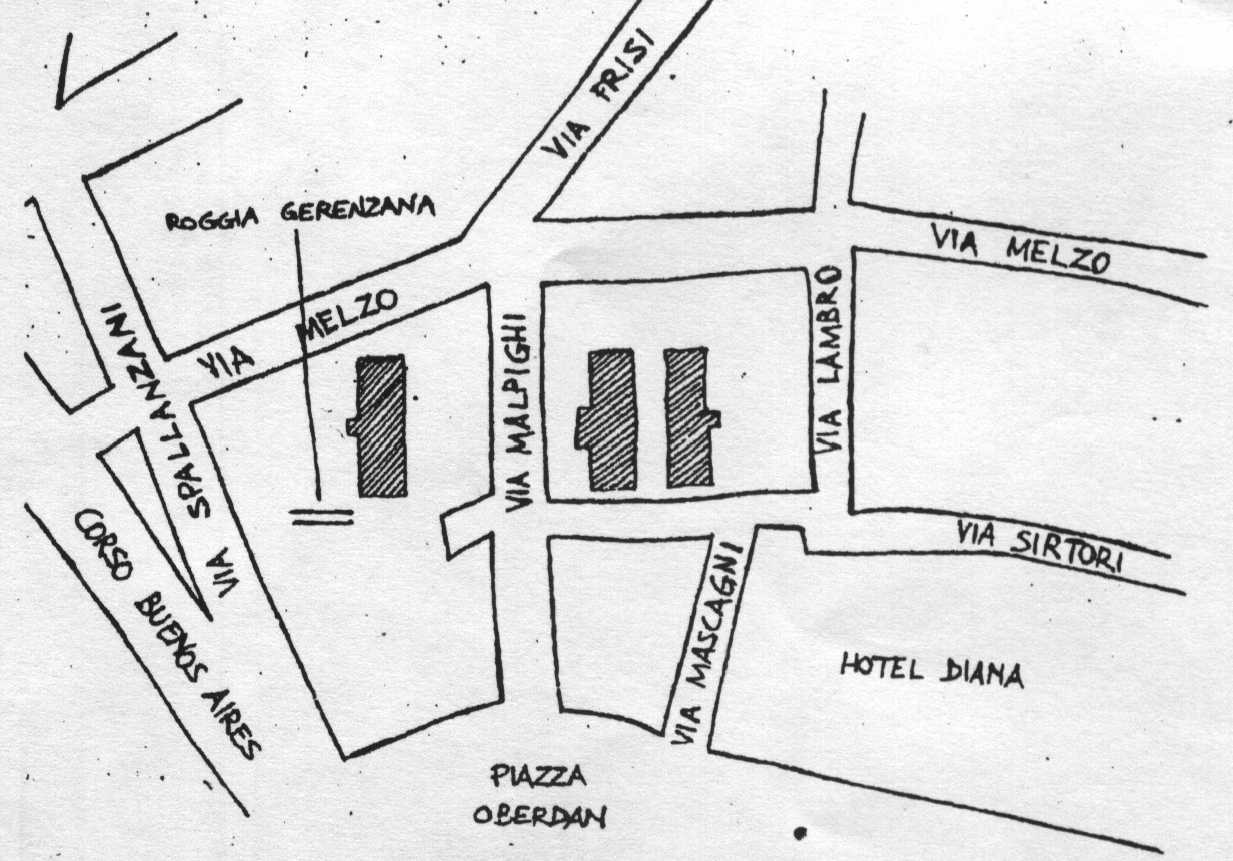
Scuderie della S.A.O. ancora esistenti

Fu progettato dall'architetto Giovanni Battista Bossi (1864-1924) nel 1904-1906 su incarico del Cav. Giacomo Guazzoni, prima residente in via Leonardo da Vinci 49/a, di professione capomastro. Guazzoni fu anche l'esecutore delle opere.
L'edificio fu costruito in una parte dell'area occupata dalla Società Anonima degli Omnibus (S.A.O), fondata nel 1861 per gestire il trasporto pubblico di Milano con tram a cavallo e che ebbe la concessione anche dell'ippovia Milano-Monza, inaugurata l'8 luglio 1876 dal futuro re Umberto I di Savoia.
Nel 1900 il Comune decise di indire una gara per un servizio di tram elettrici, vinta dalla Edison, la S.A.O. arrivò seconda con la tecnologia Westinghouse. La rimessa di via Sirtori che ospitava 280 cavalli fu dismessa, il terreno venduto a privati e gli edifici demoliti tranne tre scuderie da 54 cavalli, ancora visibili in via Sirtori 32 (società Twinset) e 24 (negozio di abbigliamento Nervesa).
Fu aperta via Malpighi e furono costruiti nuovi edifici lungo la via.
L'edificio è stato sottoposto a vincolo monumentale il 3 maggio 1965 mentre tutto il quartiere è sottoposto a vincolo ambientale dal 6 febbraio 2003.
La facciata è stata pulita e restaurata nel 1982 sotto la direzione dell'architetto Hybsch dalla Ditta Alvini Restauri.
Le decorazioni dell'androne e delle scale sono state restaurate dalla Ditta R.A. dell'architetto Piero Arosio nel 1997.
La facciata è stata nuovamente pulita e restaurata nel 2022 dalla Ditta Naos Restauri dell'architetto Piero Arosio. Le decorazioni floreali sulle tre serrande della farmacia sono di Domenica Farci.

## Descrizione
L'edificio si compone di un corpo doppio a forma di “L” su un lotto trapezoidale ed è situato all'angolo tra via Malpighi e via Melzo.
La struttura è composta da murature portanti in mattoni. Il solaio tra cantina e piano terra è in cemento armato.

### Decorazioni
La motivazione del vincolo monumentale è la seguente:
A differenza della Casa Galimberti, qui l'effetto cromatico, che è più esatto chiamare chiaroscurale, è ottenuto tramite l'impiego di materiali diversi: cemento e ferro costituiscono al tempo stesso struttura e decorazione. Anche in questo caso i balconi e le aperture delle finestre si vanno alleggerendo verso l'alto, così come il rivestimento decorativo, più marcato al piano terreno e primo, si va semplificando verso i piani alti: il fitto intreccio di putti e ghirlande, scolpiti in cemento sui contorni delle finestre e sulle balaustre dei balconi del primo piano, si snellisce nelle trame vibranti e incisive dei ferri battuti sovrastanti. La composizione architettonica e decorativa risulta felicissima ed estremamente proporzionata nei suoi elementi.»
Sono state perse le decorazioni pittoriche nella fascia tra il secondo e il terzo piano. Gli affreschi, con putti e fiori ritrovati nel restauro del 1997, sono probabilmente dell'acquarellista Paolo Sala, mentre i ferri battuti, fra cui il pregevole cancello sono di Alessandro Mazzucotelli.
Nell'ingresso davanti alla portineria sono stati ritrovati nel 1997 dei dipinti di un lago con piante acquatiche.
Il corpo scale è esagonale, con ringhiera in ferro battuto e gradini di marmo a sbalzo. È stato restaurato nel 1997 lo zoccolo marmorizzato e le decorazioni floreali sul soffitto e sui lati. Le decorazioni riprendono il disegno del ferro battuto e seguono l'andamento delle porte di ingresso agli appartamenti.

## Galleria d'immagini

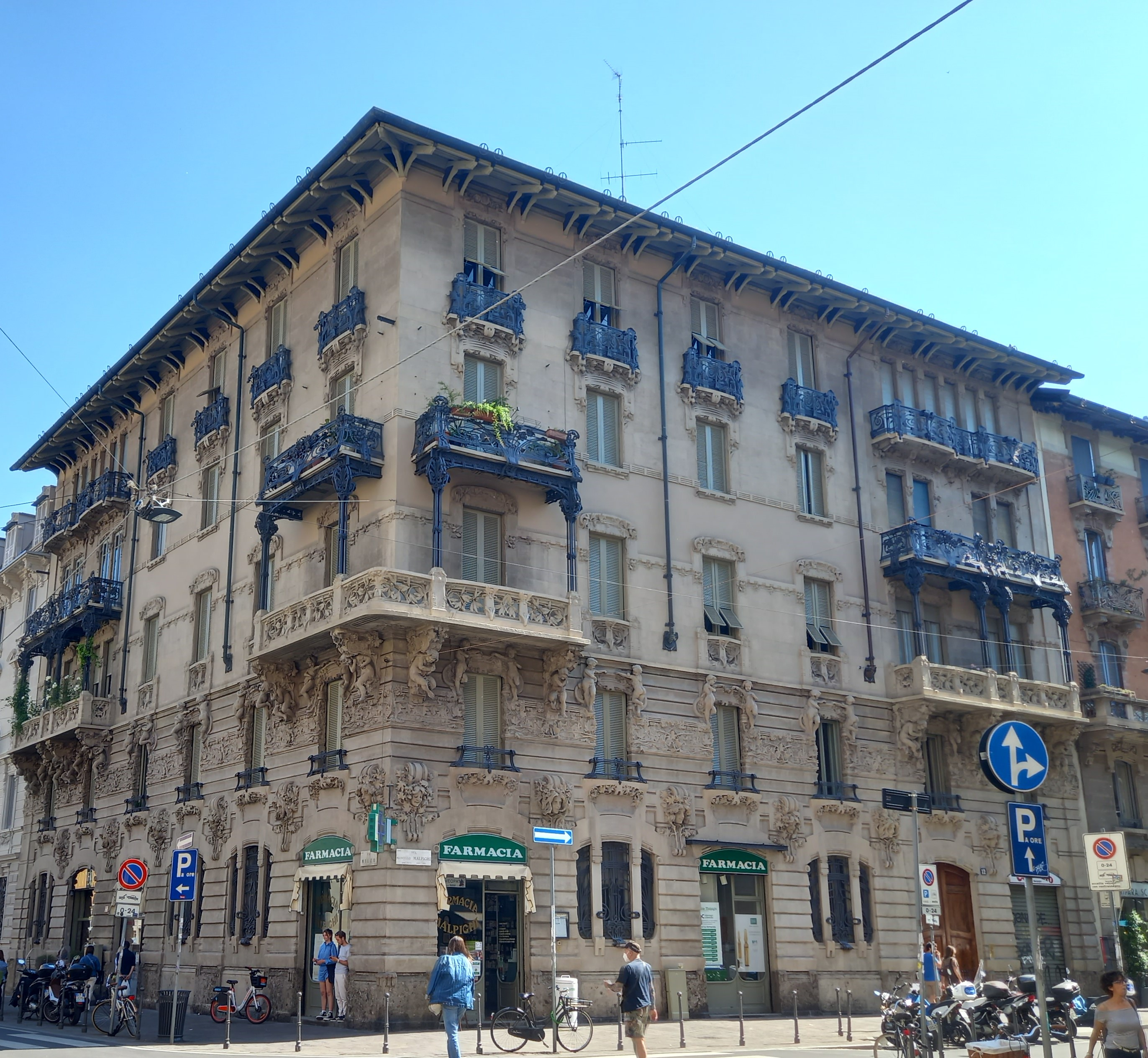
Casa Guazzoni, facciate dopo il restauro del 2022
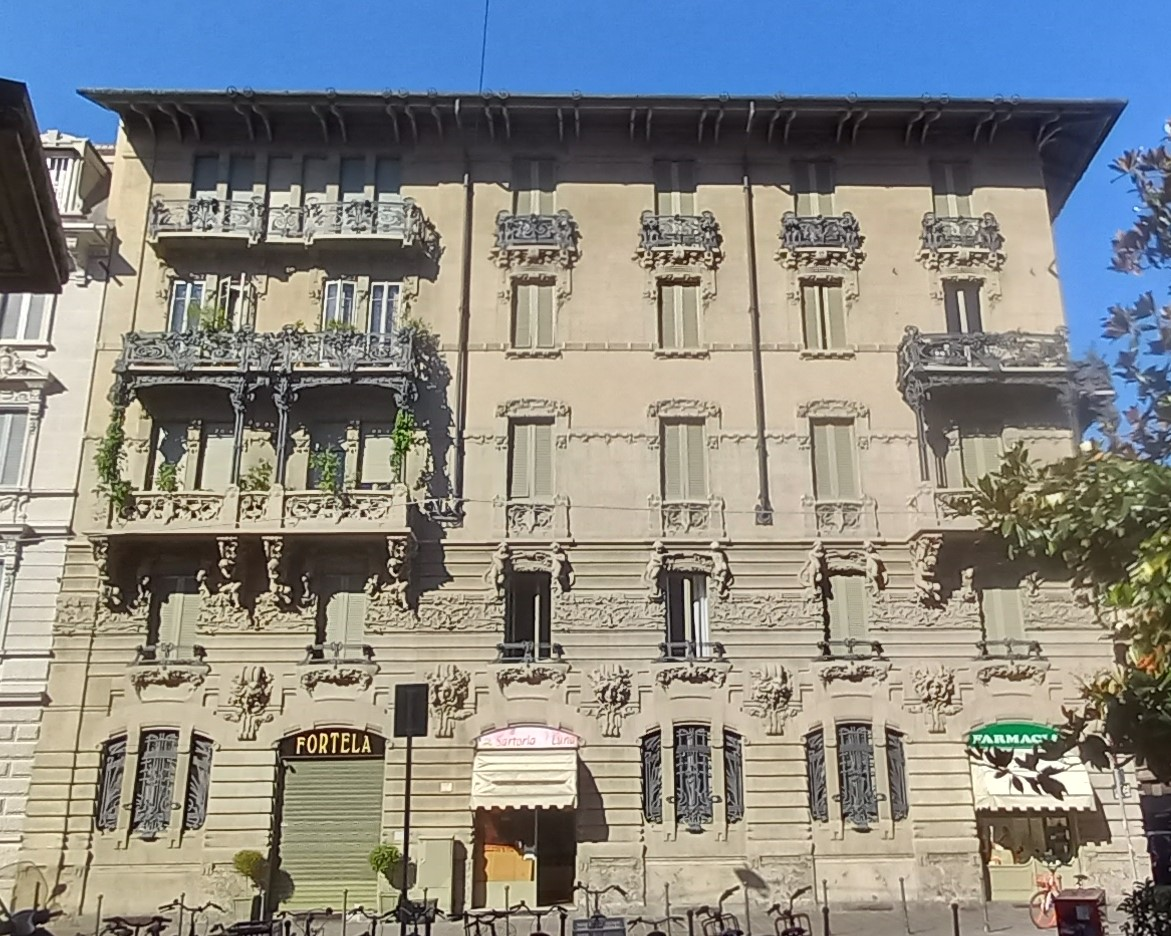
Casa Guazzoni, facciata su via Melzo dopo il restauro del 2022
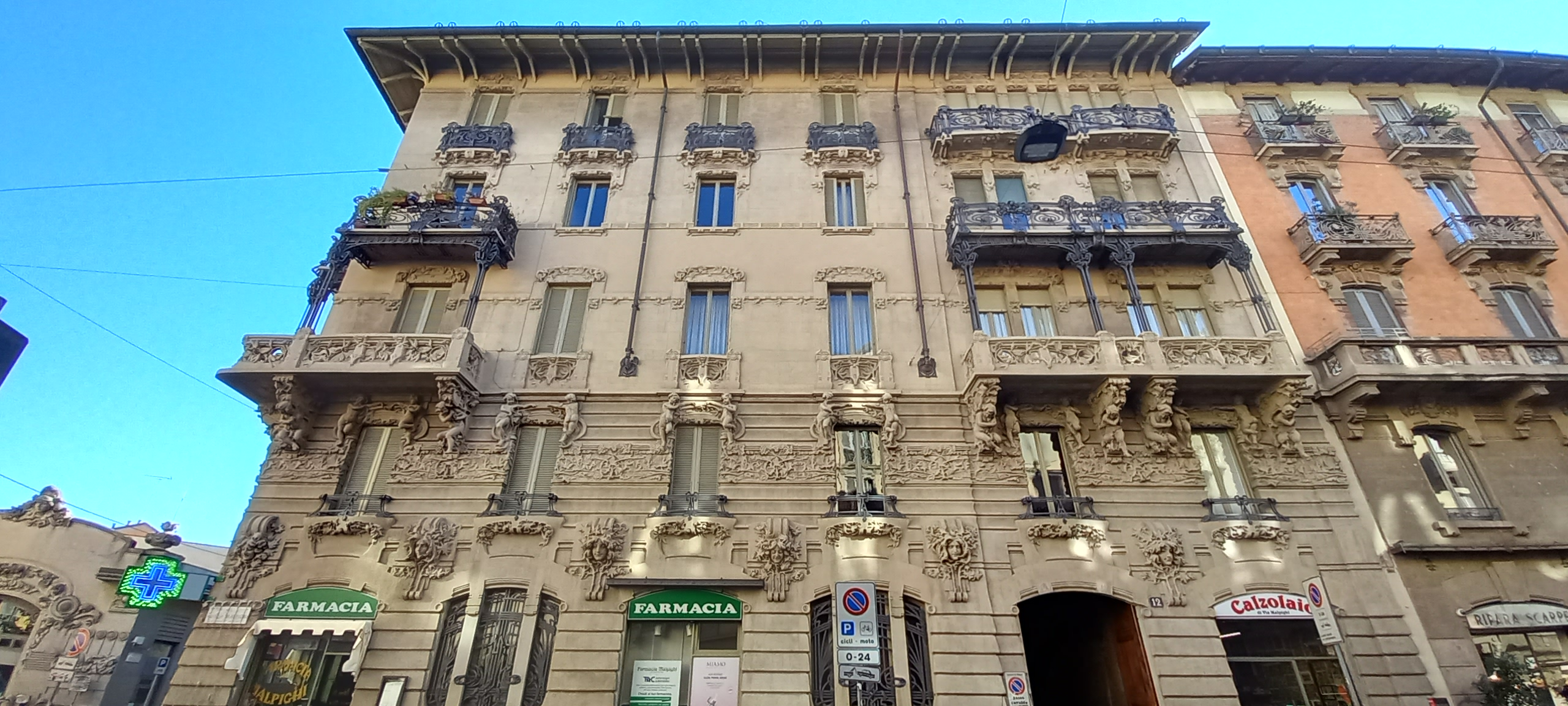
Casa Guazzoni, facciata su via Malpighi dopo il restauro del 2022
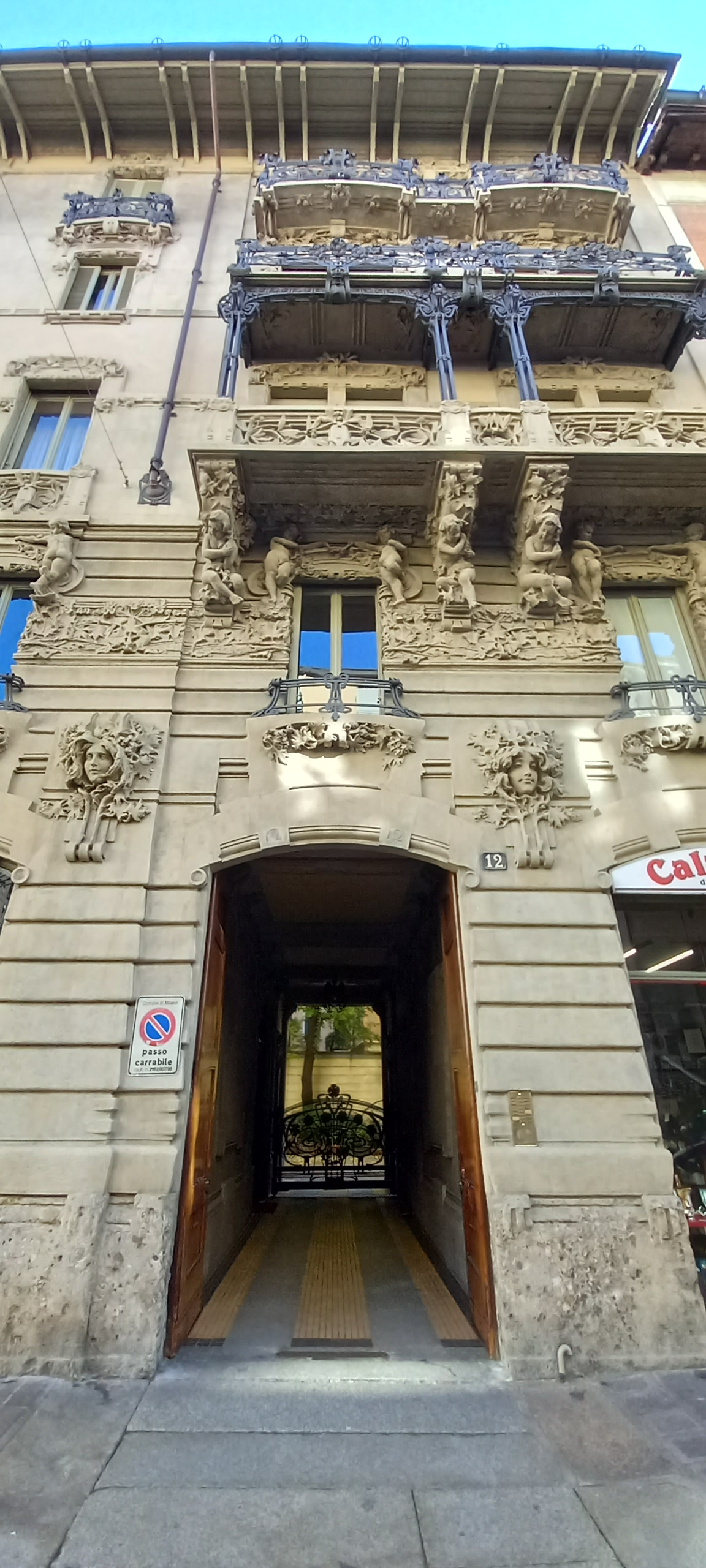
Casa Guazzoni, dettaglio facciata su via Malpighi dopo il restauro del 2022
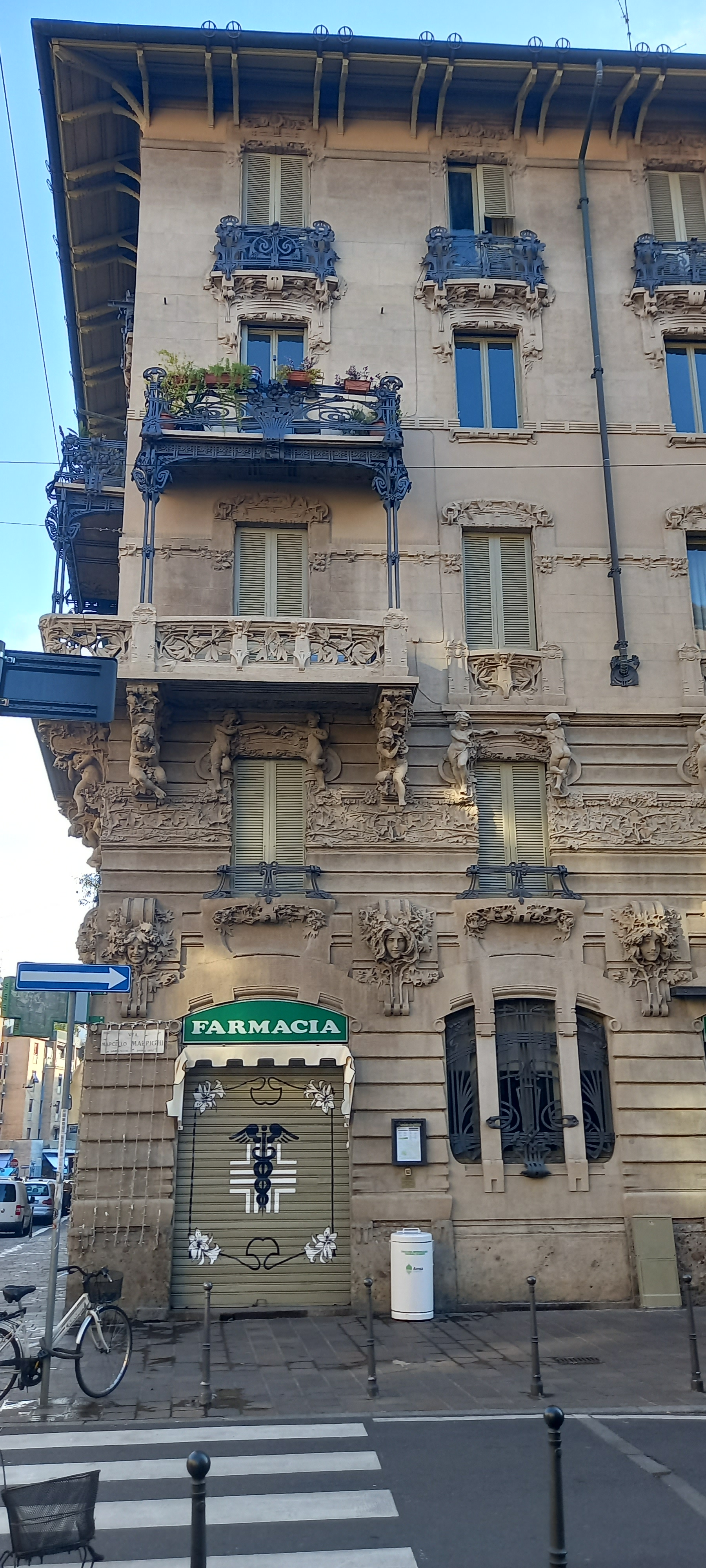
Casa Guazzoni, dettaglio serranda farmacia su via Malpighi dopo il restauro del 2022
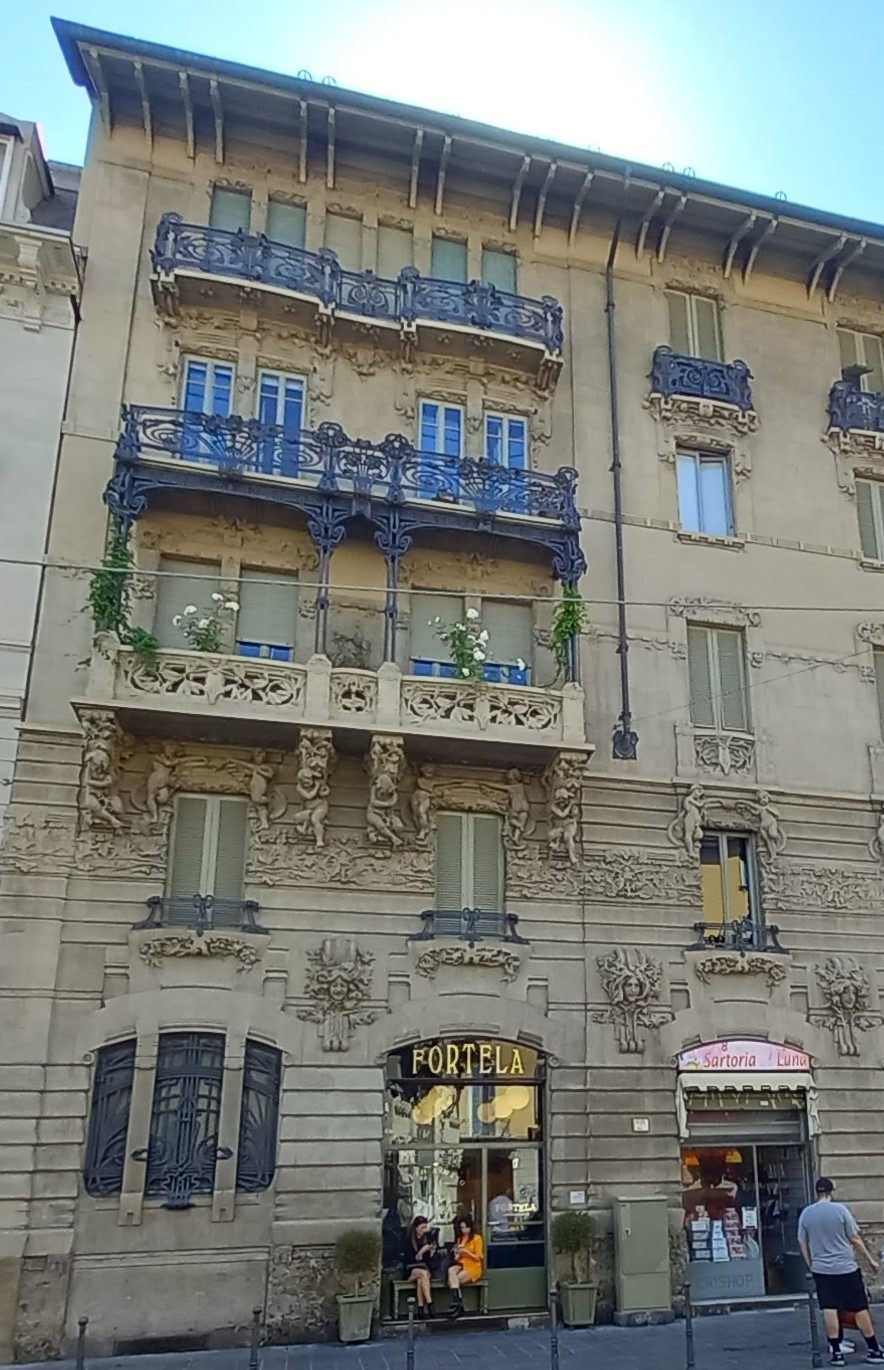
Casa Guazzoni, balconi su via Melzo
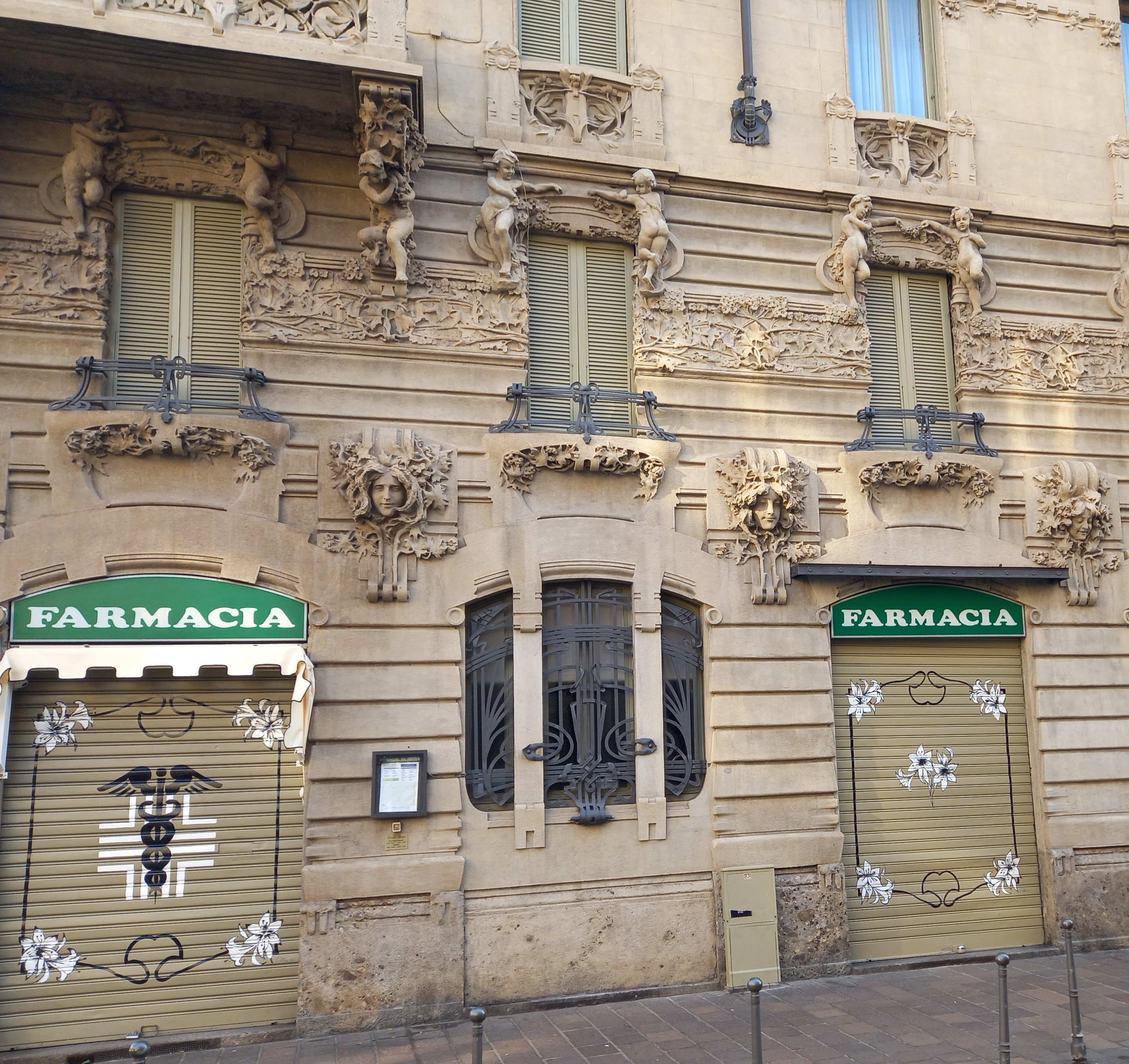
Casa Guazzoni, dettagli su via Melzo
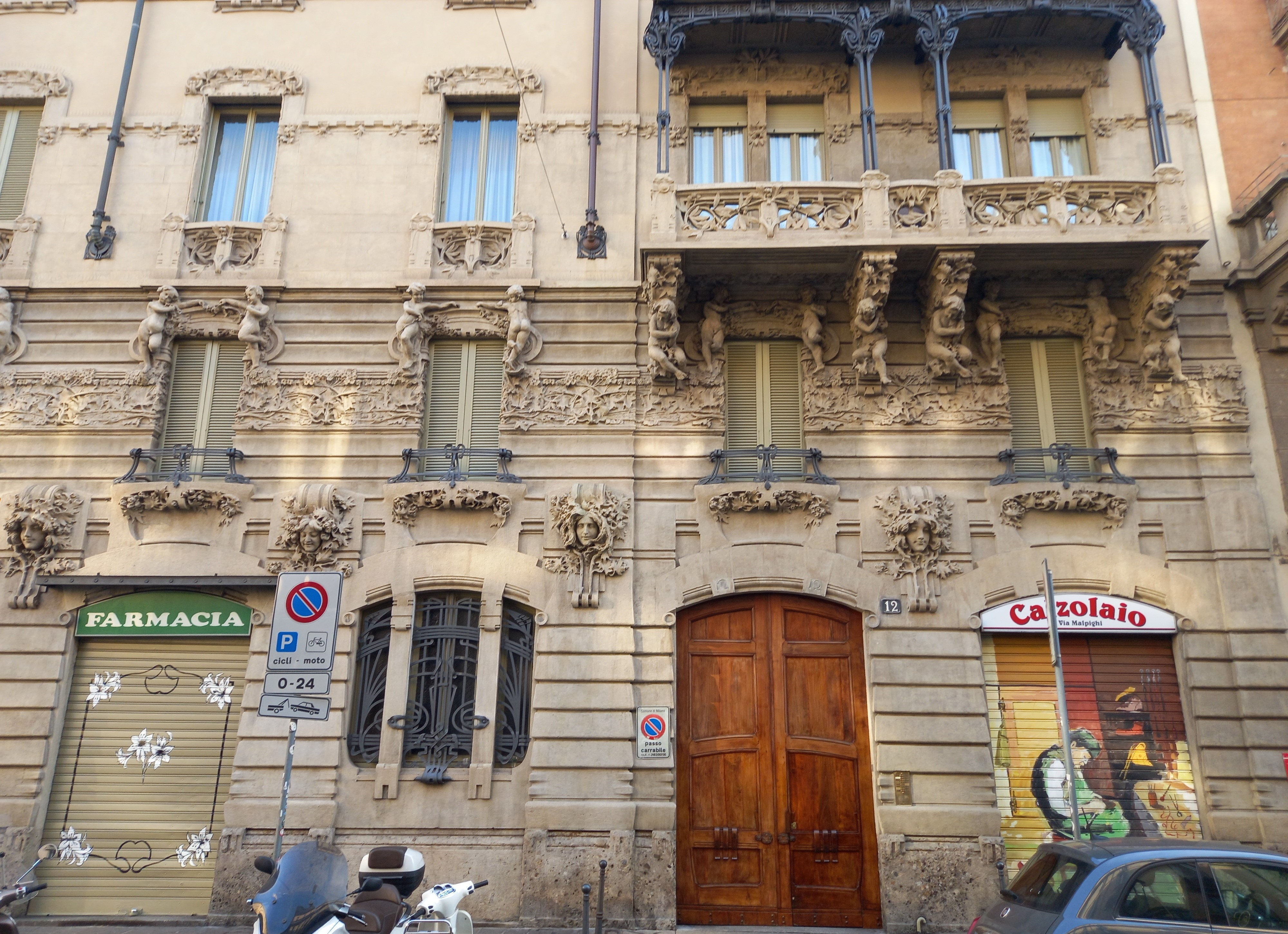
Casa Guazzoni, ingresso
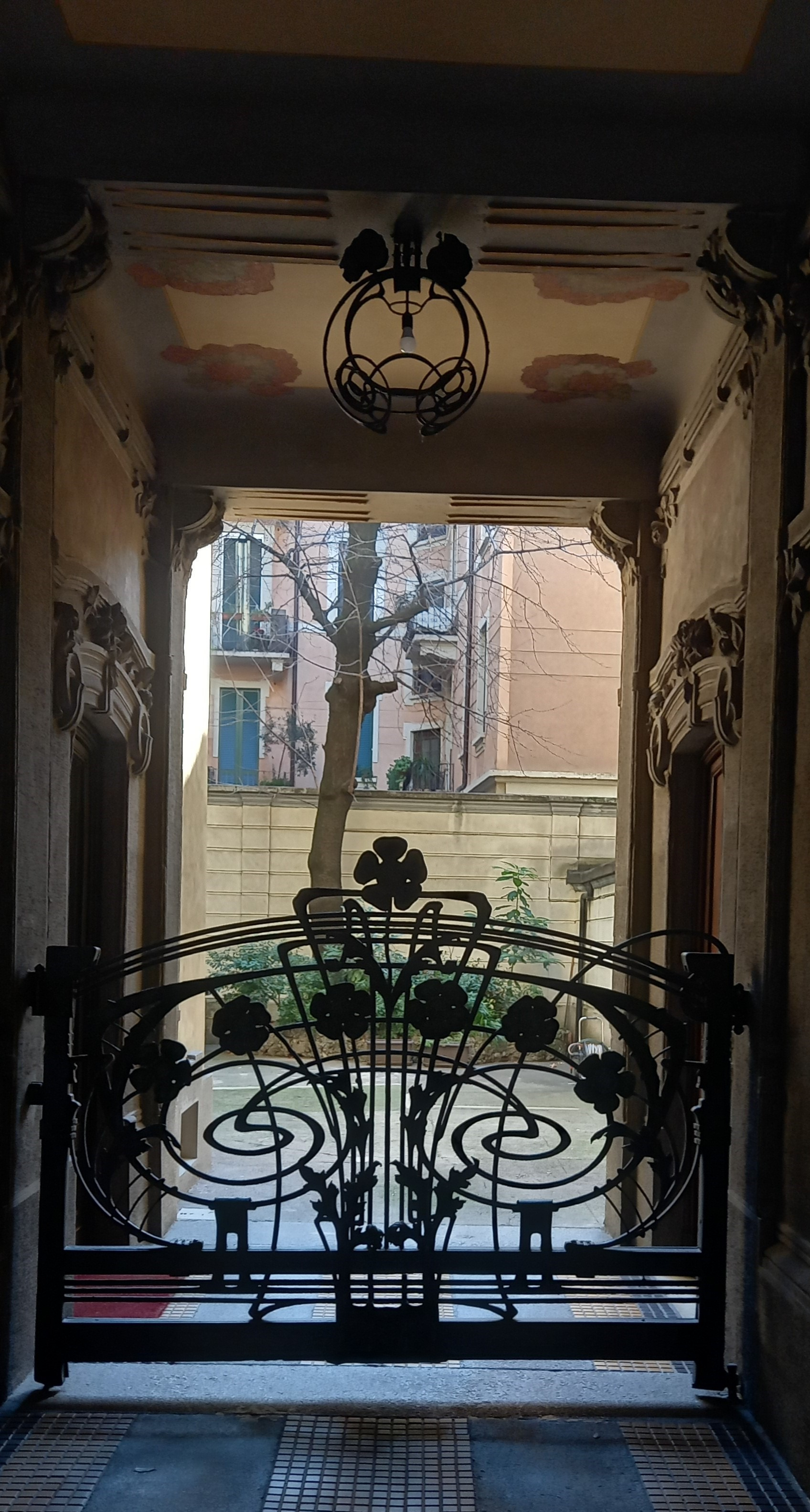
Casa Guazzoni, androne con cancello del Mazzucotelli
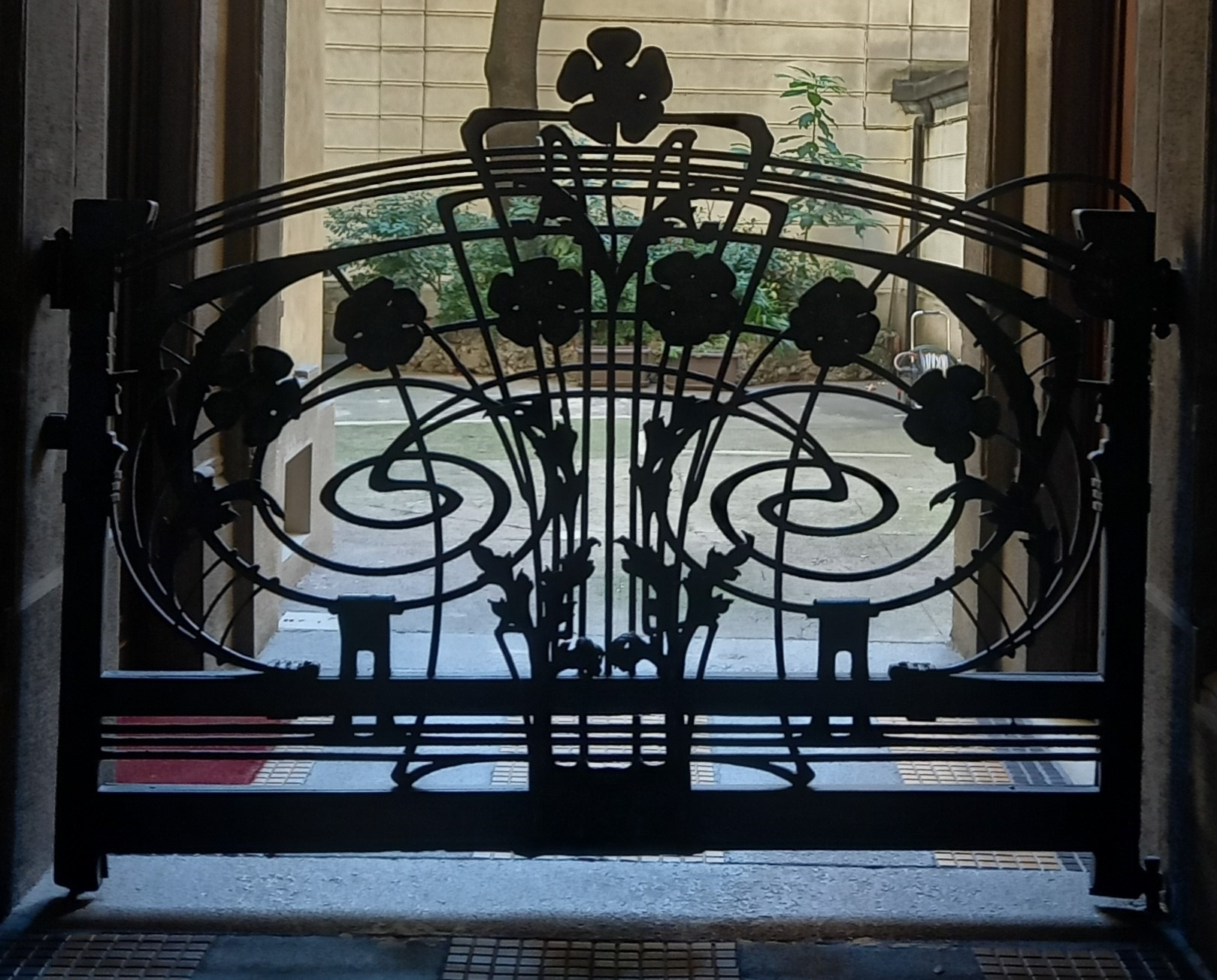
Casa Guazzoni, cancello del Mazzucotelli nell'androne
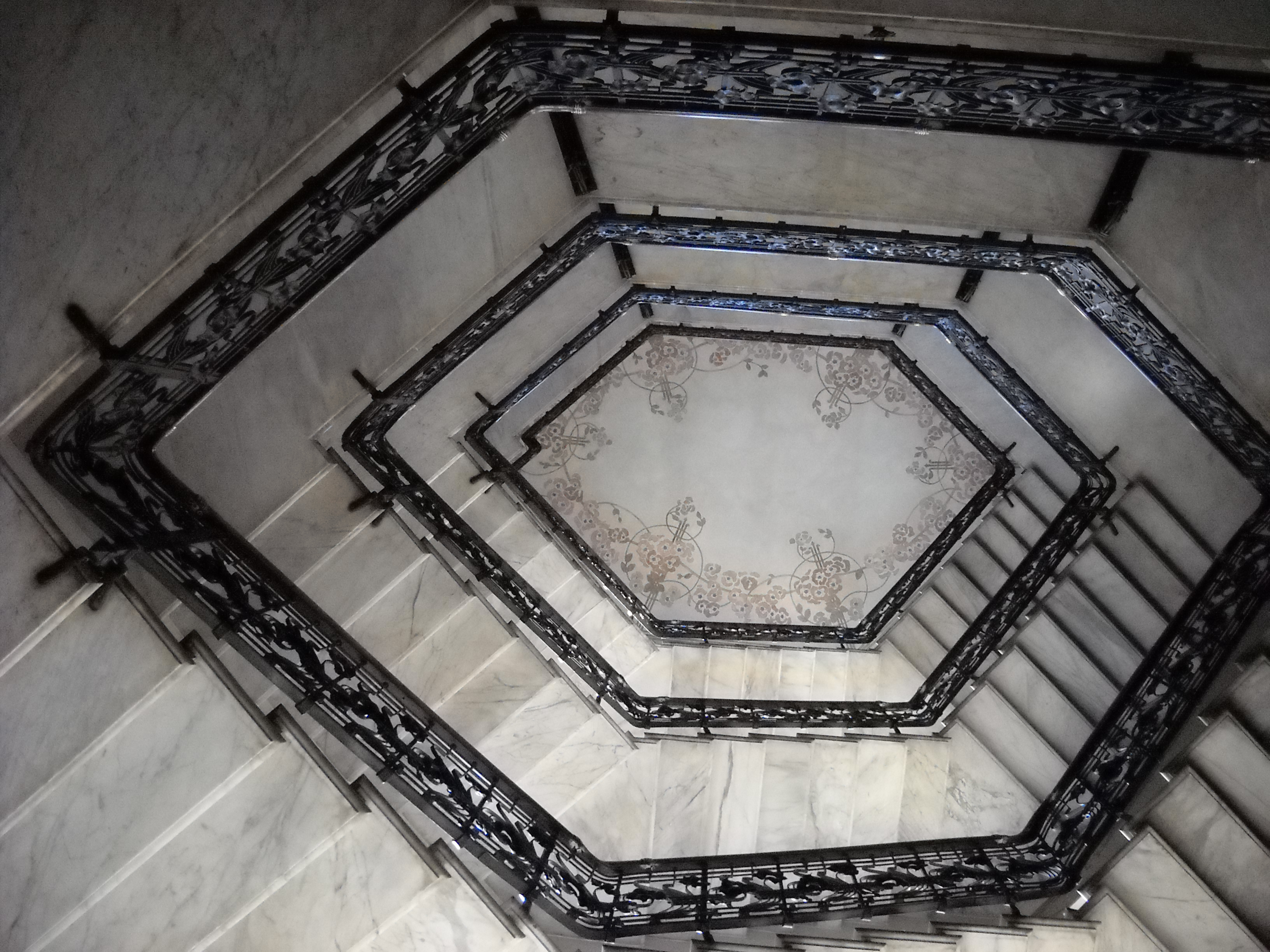
Casa Guazzoni, scale del Mazzucotelli
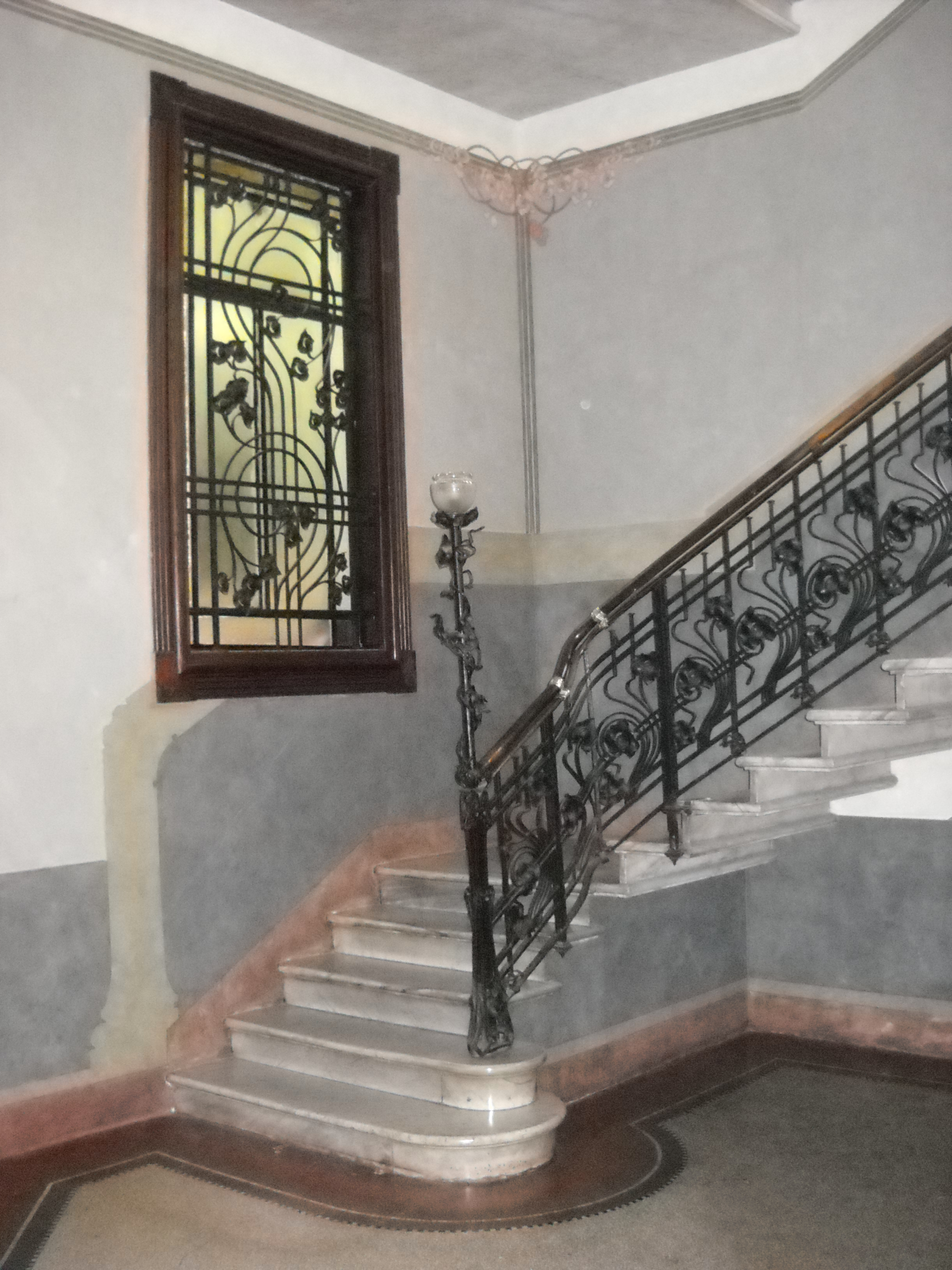
Casa Guazzoni, inizio delle scale
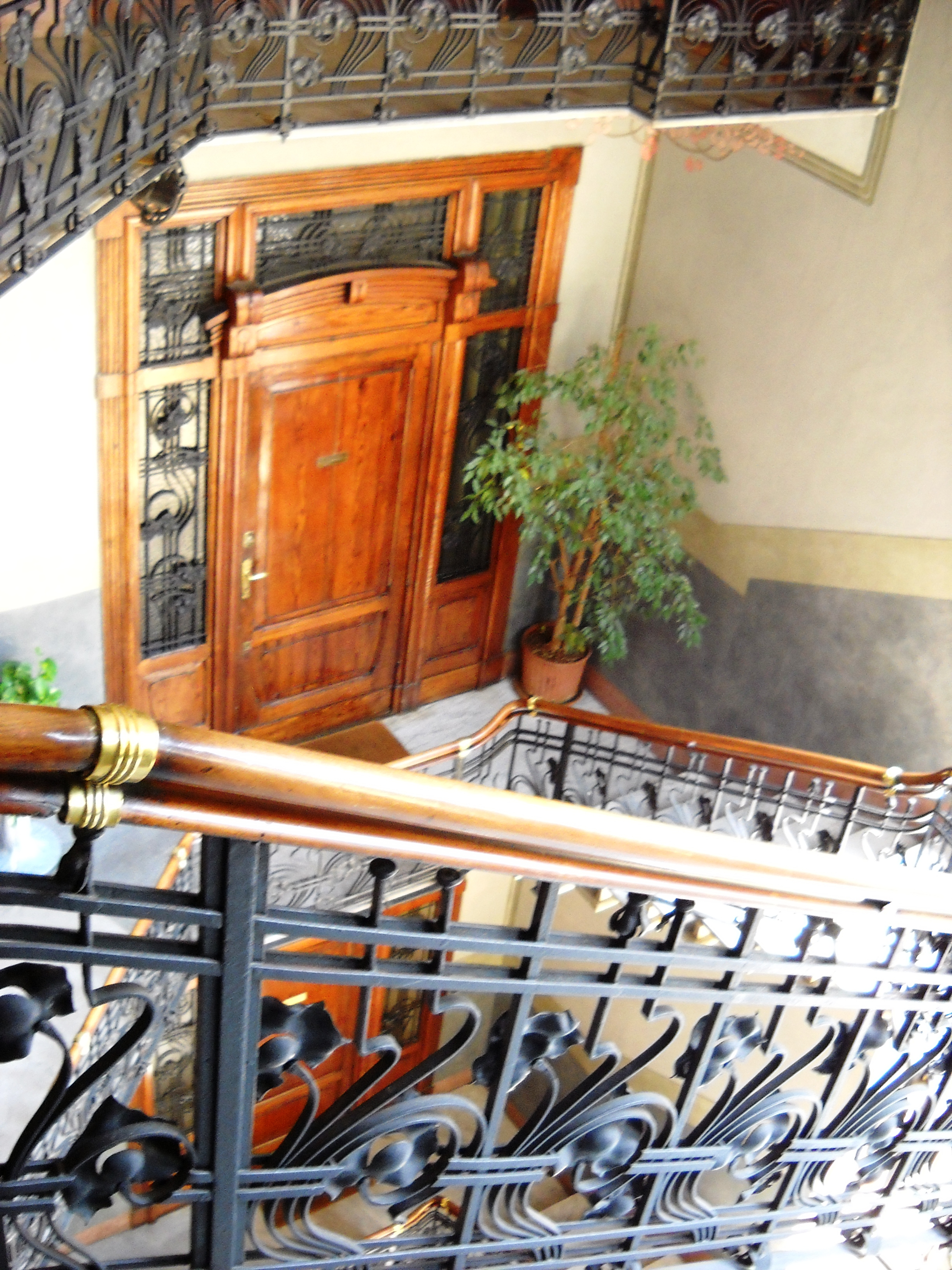
Casa Guazzoni, scale e porta di un appartamento
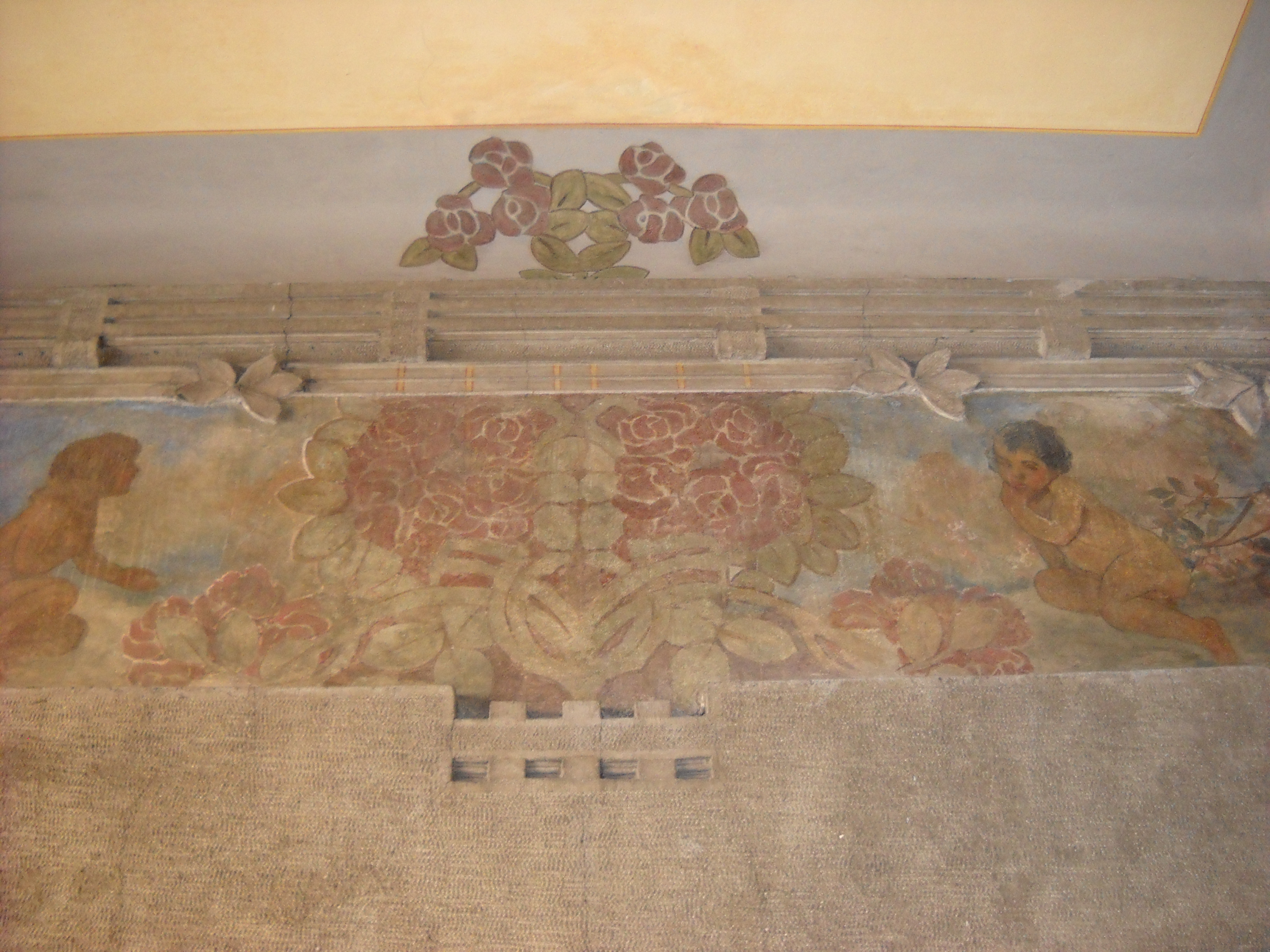
Casa Guazzoni, affreschi dell'acquarellista Paolo Sala nell'androne
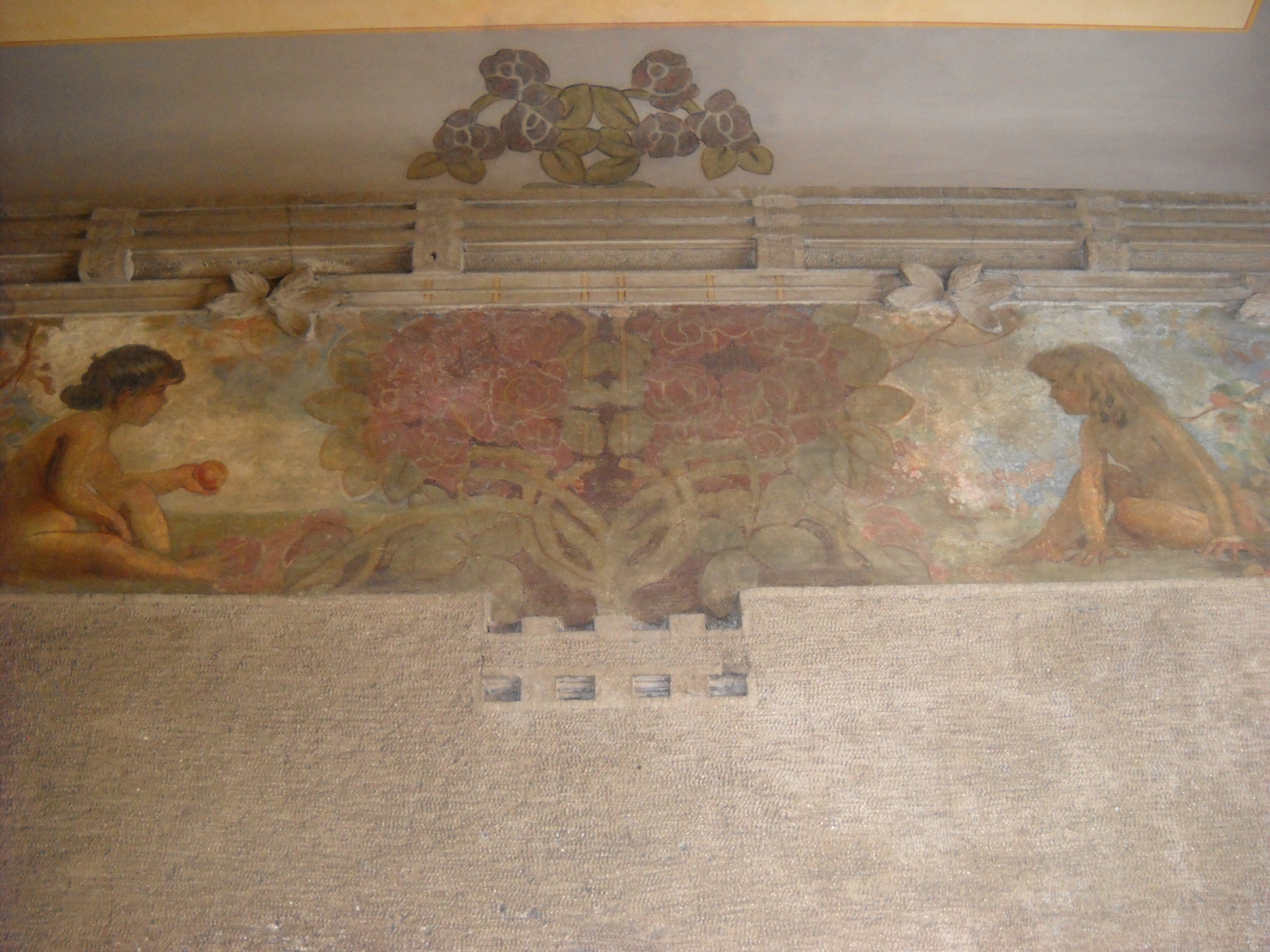
Casa Guazzoni, affreschi dell'acquarellista Paolo Sala nell'androne
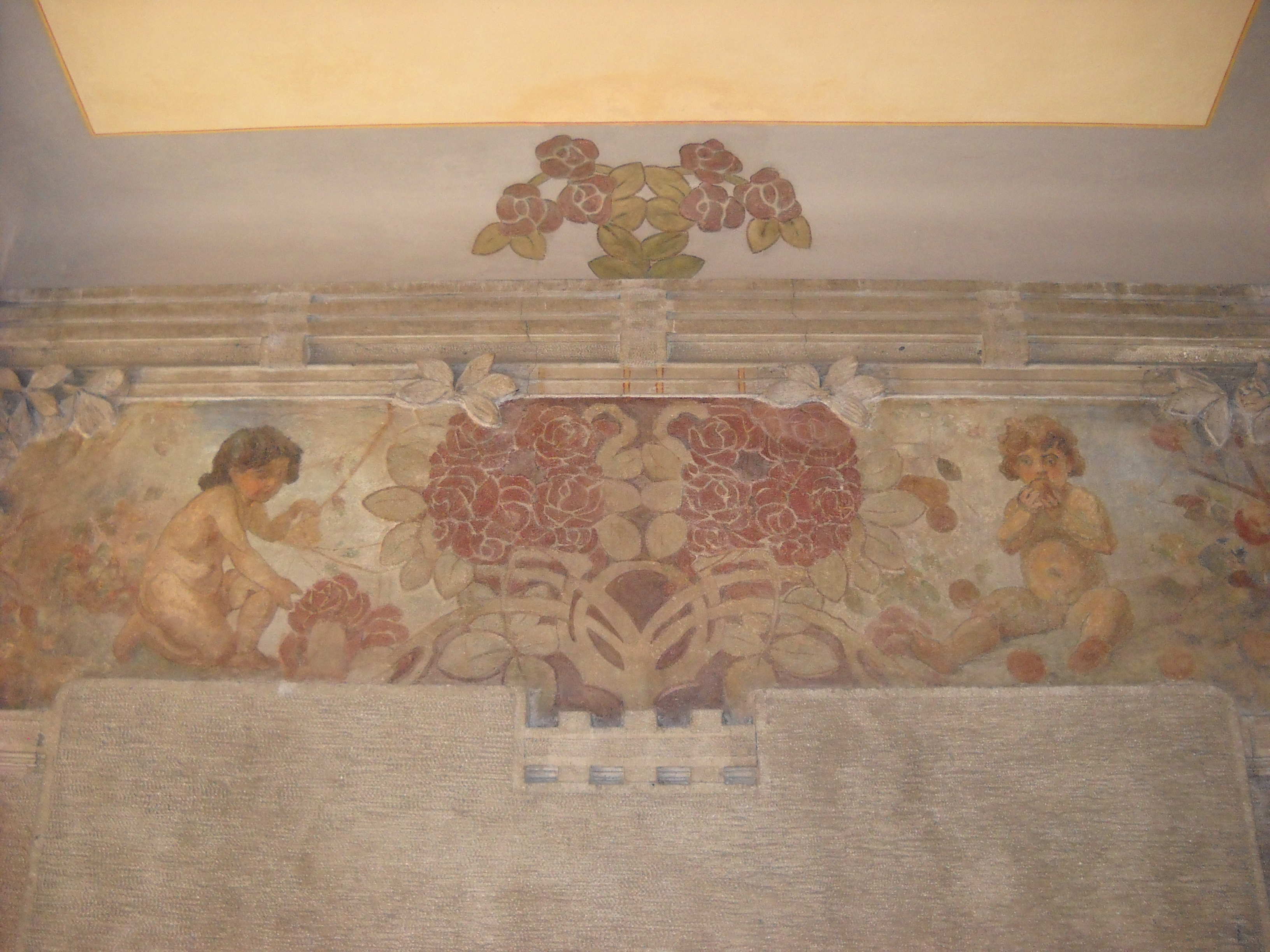
Casa Guazzoni, affreschi dell'acquarellista Paolo Sala nell'androne
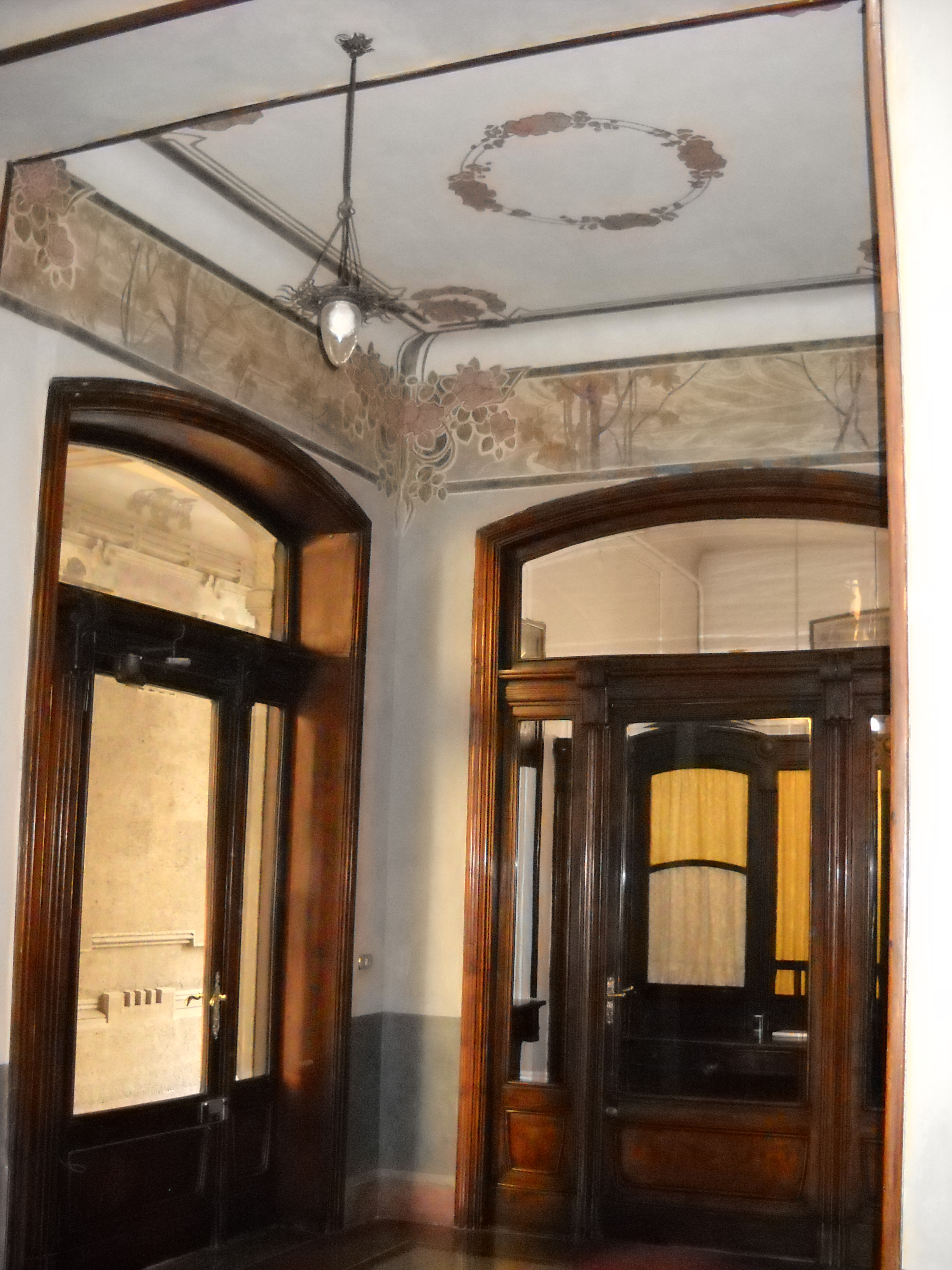
Casa Guazzoni, ingresso con decorazioni
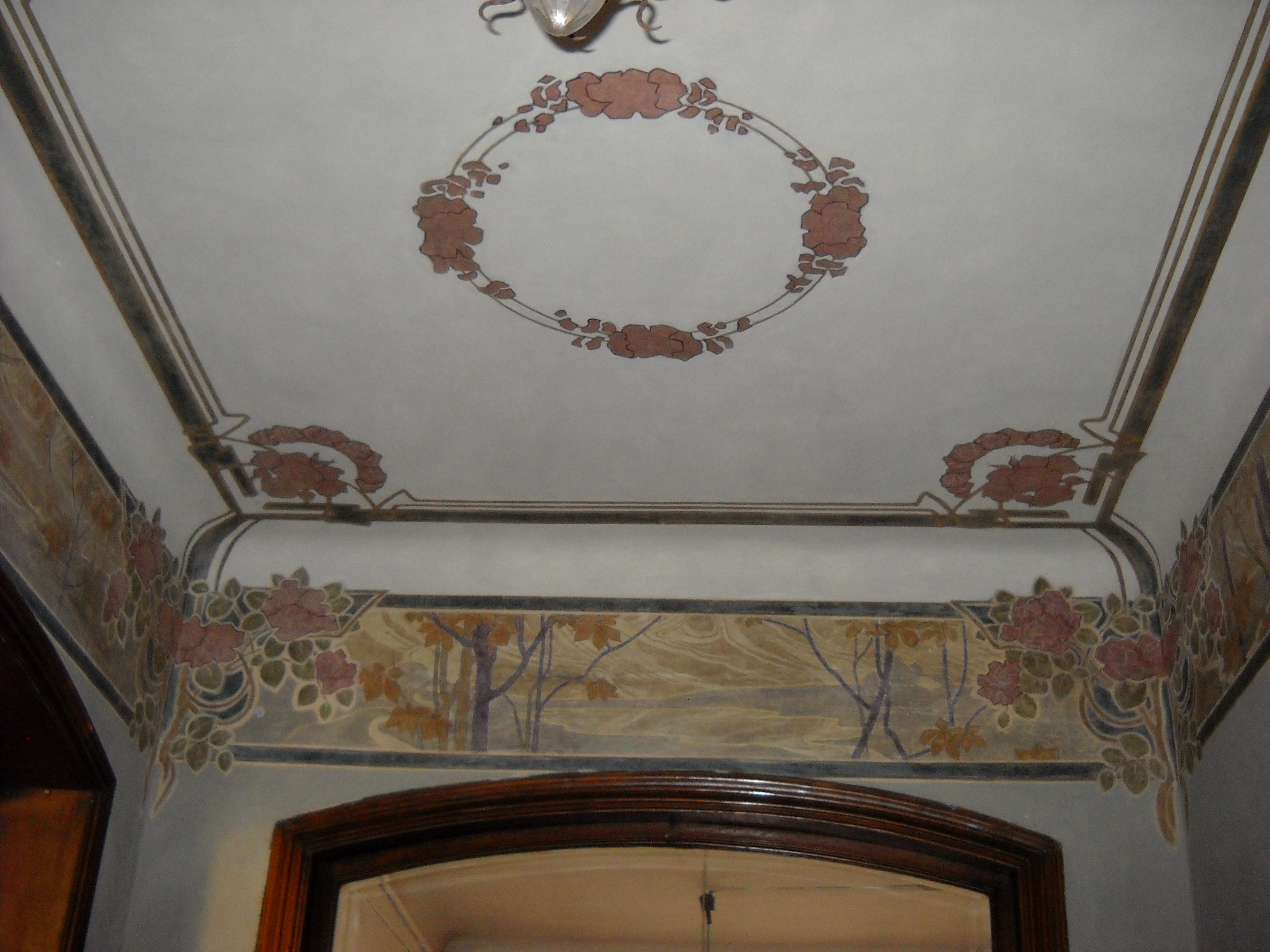
Casa Guazzoni, affreschi dell'ingresso